# Stanton by Bridge
Stanton by Bridge è un villaggio e parrocchia civile dell'Inghilterra, appartenente alla contea del Derbyshire.